# Guilherme de Auvergne

Opera omnia, 1674

Guilherme de Auvergne ( em latim: Guilielmus Alvernus  ; em francês: Guillaume d'Auvergne; 1180/90–1249), também conhecido como Guilherme de Paris, foi um teólogo e filósofo francês que serviu como bispo de Paris de 1228 até a sua morte. Ele foi um dos primeiros filósofos da Europa Ocidental a se envolver e comentar extensivamente sobre a filosofia aristotélica e islâmica .

## Vida pregressa
Muito pouco se sabe sobre a infância de William. Ele nasceu em Aurillac e sua data de nascimento é estimada levando em conta o fato de que para se tornar um professor de Teologia eram necessário ao menos 35 anos. Se isso for verdade, então William pode ter nascido em 1180 ou mais tarde, em 1190.
Ele foi para Paris para estudar e obteve um mestrado em Teologia na Universidade de Paris . Foi nomeado professor primeiro na faculdade de artes e depois, em 1220, na de teologia. Sua teologia era sistematicamente aristotélica, embora não de forma acrítica, e ele foi o primeiro teólogo a tentar reconciliar Aristóteles com a doutrina cristã, e especialmente com os ensinamentos de Agostinho de Hipona . 
Os textos aristotélicos que estavam disponíveis na Europa Ocidental eram poucos em número e, em sua maioria, traduções árabes . Guilherme procurou resgatar Aristóteles da interpretação dos árabes e trabalhou para refutar certas doutrinas, como a eternidade do mundo e a heresia do catarismo . Sua principal obra é o Magisterium Divinale. 

## Carreira
Em 1223, William era cônego na catedral de Notre Dame. Após a morte do bispo de Paris, Bartolomeu (20 de outubro de 1227), os cônegos elegeram Nicolau como o próximo bispo. Guilherme, insatisfeito com a eleição, foi a Roma para pedir a intervenção do Papa. Enquanto esteve em Roma, causou tamanha impressão no Papa Gregório IX que este o escolheu em 1228 para ser o próximo bispo de Paris. 
Como bispo de Paris, William foi um forte apoiador da universidade, embora seu episcopado não tenha sido isento de controvérsias aos olhos da universidade. Após o uso excessivo da força real, que levou à morte de vários estudantes em Paris, funcionários da universidade recorreram a William esperando que ele os defendesse. Sua incapacidade de fazê-lo levou a uma greve universitária, e muitos mestres e estudantes proeminentes partiram para outras cidades, onde fundaram novas escolas e universidades. Com o corpo docente em greve, William decidiu nomear Roland de Cremona OP para uma cadeira de mestrado em teologia, iniciando assim uma longa e distinta tradição na qual mestres dominicanos e franciscanos ensinavam na universidade.
Durante seu episcopado, ele também tomou medidas contra a prostituição na cidade. Em 1248, ele serviu no conselho da Regência durante a ausência de Luís IX que estava na Sétima Cruzada .
- Ensinando sobre Deus no modo da Sabedoria (Magisterium Divinale et Sapientiale) (consistindo nas seguintes sete obras)
  - Por que Deus se fez homem (Cur Deus Homo)
  - Sobre a Alma (de anima)
  - Sobre Fé e Leis (de fide et legibus)
  - Sobre as Virtudes (de virtutibus)
  - Sobre os Sacramentos (de sacramentis)
  - Sobre a Trindade (de trinitate)
  - Sobre o Mundo (de universo)
- As Faces do Mundo (de faciebus mundi)
- A Arte de Pregar (de arte praedicandi)
- Sobre o bem e o mal (de bono et malo)
- Sobre o claustro da Alma (de claustro animae)
- Sobre a concessão de benefícios (de collatione et singularitate beneficiorum)
- Sobre Graça e Livre Julgamento (de gratia et libero arbitrio)
- Sobre os louvores da paciência (de laudibus patientiae)
- Sobre a missa (de missa)
- Sobre a paixão do Senhor (de passione Domini)
- Um novo tratado sobre a penitência (de paenitentia novus tractatus)
- Comentário sobre Eclesiastes (In Ecclesiasten)
- Comentário sobre Provérbios (em Provérbia)
- Retórica Divina (Rhetorica divina)

### Citações
1. ↑  Philosophical Connections, William of Auvergne acessado em 23/8/2010
2. ↑  William of Auvergne de Roland Teske, em Bartholomew's World, William of Auvergne acessado em 23/8/2010